# Tempelierssteen

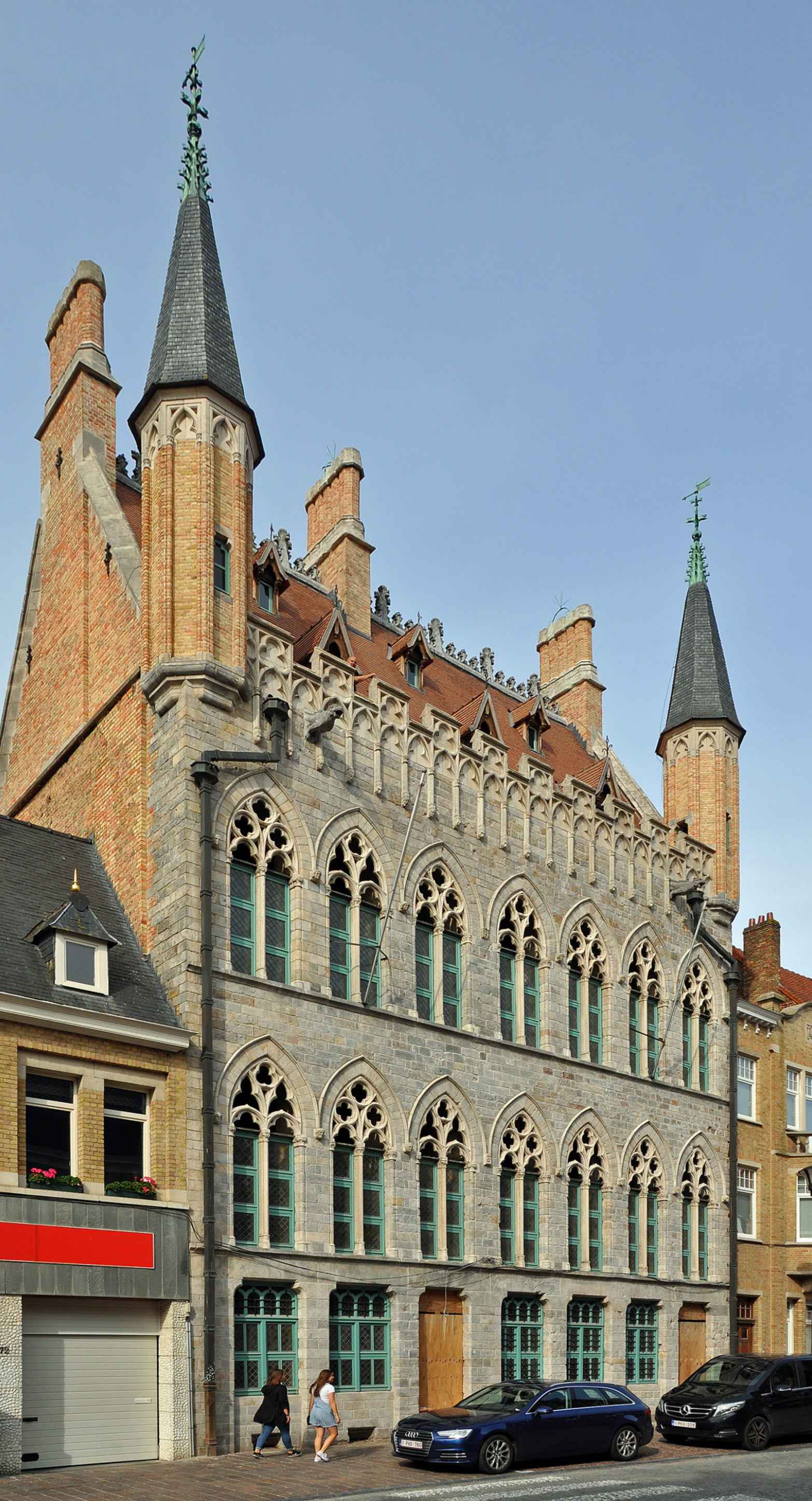
Voorgevel in de Rijselstraat

Toestand ca. 1897

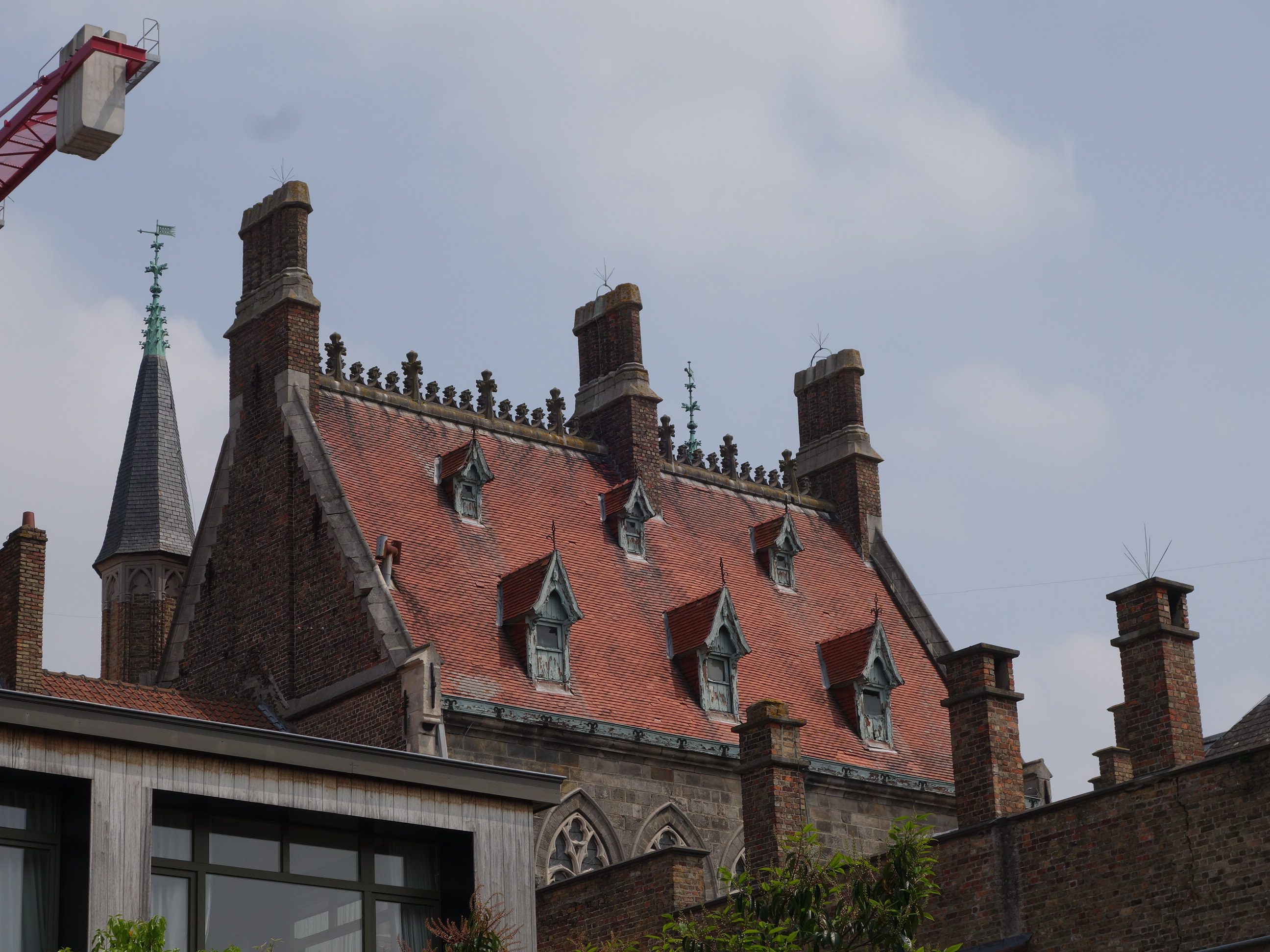
Dak (achterzijde)

Het Tempelierssteen in de Ieperse Rijselstraat, ook wel Hooghuis of Oude Post genoemd, is een reconstructie van een gotisch steen uit de veertiende eeuw. De middeleeuwse kern ervan is bewaard.

## Geschiedenis
Hoewel de Tempeliers een grote aanwezigheid hadden in Ieper (een commanderij vanaf 1131, 70 ha eigendom, een weekmarkt en een jaarlijks Ascencioenfeest), is er geen grondslag om dit gebouw met hen in verband te brengen. Het is gebouwd als lijnwaadhal, wat meteen een verklaring biedt voor de grote gelijkenissen met de lakenhal op de Grote Markt.
Aan het einde van de 19e eeuw was het gebouw in verval. Het werd als brouwerij gebruikt en de eigenaar had een deel ervan laten ombouwen tot eigen woning. Daarvoor was een hoektoren opgeofferd en een moderne gevel geplaatst. In 1897 verwierf minister van Posterijen Jules Vandenpeereboom het gebouw, dat nog maar drie originele traveeën telde, en het aanpalende woonpand. De overheid liet het door architecten Louis Cloquet en Stephan Mortier verbouwen tot de veronderstelde oorspronkelijke grootte. In zijn nieuwe functie zou het een postkantoor worden met woning voor de postmeester (1898-1908). Het opende op 29 mei 1903.
Tijdens de Eerste Wereldoorlog schuilden gemeenteraadslid Aimé Van Nieuwenhove en andere notabelen in de kelder van het Tempelierssteen tegen de Duitse bommen, soms gedwongen er te overnachten. Er werd ook een kind geboren. Na verloop van tijd vormde de nog deels overeind staande gevel een van de weinige overgebleven herkenningspunten in de stad. De naoorlogse heropbouw werd opnieuw toevertrouwd aan Mortier (1920-23) en in februari 1923 ging het postkantoor er weer open.
Sinds 11 mei 1983 is het Tempelierssteen beschermd. In 1996 verliet De Post het gebouw en kwam het leeg te staan. Er werd in 2013 een restauratiepremie toegekend om het om te bouwen tot hotel, en vervolgens zouden er kantoren komen, maar eigenaar Aedific nv bracht geen van deze plannen tot uitvoering. In 2025 stond het gebouw nog steeds leeg.

## Beschrijving
De straatgevel is zeven traveeën breed en bekroond door een gekanteelde borstwering. Hij is versierd met drielobtraceringen die onderaan eindigen op gebeeldhouwde kraagstenen. Ook de spitsboogvensters hebben drielobtraceringen.
Op de hoeken zijn twee arkeltorentjes te zien. Hun spitsen eindigen op een dubbele kruisbloem en dragen een windwijzer. Op het zadeldak, met enkele dakkapelletjes, staat een vorstkam. Het bijzondere dakgebinte is uitgevoerd in notelaar. Links en rechts zijn spuwers voorzien.

## Voetnoten
1. ↑  "Kunst, geschiedenis en het mysterie van de tempeliers - Iconisch oud postgebouw opent tijdelijk de deuren voor het publiek", Het Laatste Nieuws, 17 mei 2025
2. ↑  Ieper: het Hooghuis of postgebouw, Westhoek Verbeeldt (geraadpleegd op 3 mei 2016)
3. ↑  Restauratiepremie voor voormalig postgebouw in Ieper, westhoek.be, 21 mei 2012